# ラポニアン・ハーダー
ラポニアン・ハーダー（ラップランド・ハーダーとも）は、フィンランド原産の犬の品種で牧畜犬。トナカイの牧畜用に交配され、寒冷に強く頑健で牧畜技術に優れる。牧畜の機械導入が進んだ1960年代には数を減らし、1966年に品種として確定し保護が進んだ。交配にはフィニッシュ・ラップフンド、ジャーマン・シェパード・ドッグ、コリーが用いられ、立ち耳で尻尾は巻かないのが特徴。色は黒や茶で、それらよりも明るい色の班が頭部や体の下側または脚部にみられる。また、首や胸、脚に白斑が出ることもある。